# Královna

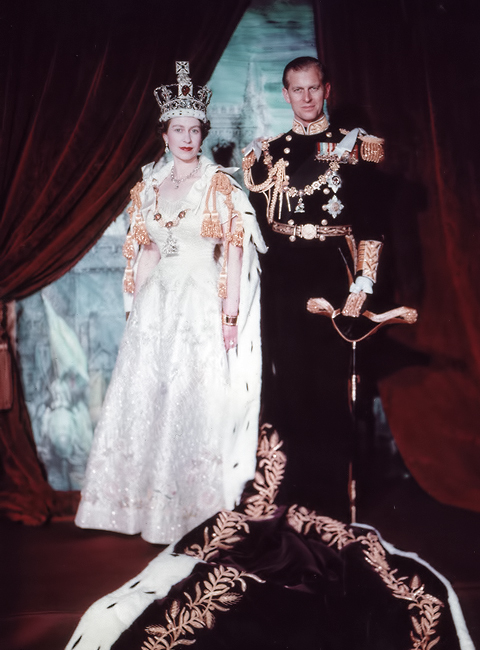
Britská královna Alžběta II. na korunovačním portrétu z června 1953 s chotěm princem Philipem, vévodou z Edinburghu

Královna je označení panovnice v monarchii nebo manželku panovníka-krále. Vládnoucí nebo panující královna je hlava státu ženského pohlaví v monarchiích, která je oprávněna vládnout, na rozdíl od manželky panujícího krále („královna manželka“), která obvykle nemá panovnické pravomoci. Panující císařovna je panovnice, která legitimně vládne v císařství.
Ve Starověkém Egyptě, Perské říši, asijských a tichomořských kulturách, stejně jako v některých evropských státech náležel panovnicím titul král nebo odpovídající označení faraon, z důvodu irelevantnosti pohlaví ke způsobilosti zastávat daný úřad. Byzantská císařovna Irena z Athén se někdy označovala za basilea (βασιλεύς), odpovídající termínu „král“, spíše než za basilissu (βασίλισσα), tj. „královnu“. Hedvika z Anjou byla v deseti letech v Krakově korunována jako Hedwig Rex Poloniae (Hedvika, polský král) a nikoliv Regina Poloniae (polská královna) pro zdůraznění faktu, že se stala vládcem ze svého vlastního práva a nikoliv jen jako něčí snoubenka.
Nejrozšířenější formou následnictví se v evropských monarchiích od pozdního středověku až do sklonku druhé poloviny dvacátého století uplatňovala mužská primogenitura, dědický řád zajišťující přednostní právo prvorozeného při dědické posloupnosti. Výjimkou byla např. Marie Terezie, mimo jiné jediná vládnoucí královna na českém trůnu.
Ve druhé polovině dvacátého století a na počátku jednadvacátého upravily evropské monarchie – Švédsko, Norsko, Belgie, Nizozemsko, Dánsko, Lucembursko a také Spojené království, zákony nástupnictví ve prospěch plné rovné primogenitury, v níž dědický řád zajišťuje přednostní právo prvorozeného při dědické posloupnosti, ať už s mužským nebo ženským pohlavím.

## Současné vládnoucí panovnice
| Vládnoucí královna             | státy                                            | datum začátku vlády |
| ------------------------------ | ------------------------------------------------ | ------------------- |
| Markéta II. (* 16. dubna 1940) | Dánské království Dánsko Faerské ostrovy Grónsko | 14. ledna 1972      |

## Pravděpodobné budoucí vládnoucí panovnice
Očekává se, že následující ženy zdědí trůn:
- Victoria, korunní princezna švédská, dědička Karla XVI. Gustava Švédského
  - Princezna Estelle, vévodkyně z Östergötlandu, nejstarší dítě Victorie
- Princezna Elisabeth, vévodkyně brabantská, dědička Filipa Belgického
- Catharina-Amalia, kněžna oranžská, dědička Viléma-Alexandra Nizozemského
- Princezna Ingrid Alexandra Norská, nejstarší dítě Haakona, korunního prince norského
- Leonor, kněžna asturská, předpokládaná dědička Filipa VI. Španělského
- Princezna Mangkubumi, dědička Hamengkubuwona X. z Yogyakartského sultanátu v Indonésii